# Ellport, Pennsylvania
Ellport là một thị trấn thuộc quận Lawrence, tiểu bang Pennsylvania, Hoa Kỳ. Năm 2010, dân số của thị trấn này là 1180 người.